# Hrvatska vila
Hrvatska vila bio je hrvatski beletristički polumjesečnik iz Zagreba i Sušaka. 
Izlazile su od siječnja 1882. do lipnja 1885. godine kao tjednik, polumjesečnik i mjesečnik.
Pokretač i izdavač bio je Gavro Grünhut.
Uređivali su ju:
- Gavro Grünhut
- Eugen Kumičić[2]
- Nikola Kokotović (1884.-'85.)[3]